# Число обусловленности
В области численного анализа число обусловленности функции по отношению к аргументу измеряет,
насколько может измениться значение функции при небольшом изменении аргумента. Данный параметр отражает, насколько чувствительна функция к изменениям или ошибкам на входе и насколько ошибка на выходе является результатом ошибки на входе.
Очень часто решается обратная задача — зная {\displaystyle f(x)=y}, найти {\displaystyle x}, для которой должно использоваться число обусловленности (локальной) обратной задачи.
В линейной регрессии число обусловленности может использоваться в качестве диагностики для мультиколлинеарности.
Число обусловленности является приложением производной и формально определяется как
значение асимптотического относительного изменения наихудшего случая на выходе для относительного изменения на входе.
{\displaystyle y=f(x)}
{\displaystyle y+\Delta y=f(x+\Delta x)}
{\displaystyle \mu (f):=\max _{x}{\frac {\varepsilon _{y}}{\varepsilon _{x}}}=\max _{x}{\frac {\|\Delta y\|/\|y\|}{\|\Delta x\|/\|x\|}}} при малых {\displaystyle \Delta x}[уточнить]
где {\displaystyle \|\cdot \|} — норма или метрика соответственно в пространстве аргументов или значений.[уточнить]
Число обусловленности часто применяется к вопросам линейной алгебры, и в этом случае производная прямолинейна,
но ошибка может быть во многих разных направлениях и, таким образом, вычисляется из геометрии матрицы.
В более общем смысле число обусловленности может быть определено для нелинейных функций от нескольких переменных.
Говорят, что проблема с низким числом обусловленности является хорошо обусловленной,
в то время как проблема с большим числом обусловленности считается плохо обусловленной.
Число обусловленности является свойством проблемы.
Вместе с проблемой можно использовать любое количество алгоритмов, которые можно использовать для решения проблемы, то есть для вычисления решения.
Некоторые алгоритмы имеют свойство, называемое обратной устойчивостью.
В целом, можно ожидать, что обратно устойчивый алгоритм стабильно решит хорошо обусловленные проблемы.
В учебниках по численному анализу приведены формулы для чисел обусловленности задач и определены известные обратно устойчивые алгоритмы.
Как правило, если число обусловленности {\displaystyle \mu (f)=10^{k}}, то вы можете потерять до k цифр точности сверх того,
что будет потеряно для числового значения из-за потери точности из арифметических методов.

Однако число обусловленности не дает точного значения максимальной погрешности, которая может возникнуть в алгоритме.
Обычно это просто ограничивает его оценкой (чье вычисленное значение зависит от выбора нормы для измерения погрешности).

## Число обусловленности для линейных уравнений
Пусть задан ограниченный обратимый линейный оператор {\displaystyle A}.
Рассмотрим линейное уравнение
{\displaystyle Ax=b},
где {\displaystyle A} — линейный оператор, {\displaystyle b} — вектор, {\displaystyle x} — искомый вектор (переменная уравнения). Допустим, уравнение решается с погрешностью на входных данных {\displaystyle b\pm \Delta b}.
Отношение относительных ошибок аргумента {\displaystyle b} и решения {\displaystyle A^{-1}b} равно
{\displaystyle {\frac {\frac {\left\|A^{-1}\Delta b\right\|}{\left\|A^{-1}b\right\|}}{\frac {\|\Delta b\|}{\|b\|}}}=\left({\frac {\left\|A^{-1}\Delta b\right\|}{\|\Delta b\|}}\right)\cdot \left({\frac {\|b\|}{\left\|A^{-1}b\right\|}}\right).}
Тогда число обусловленности {\displaystyle \mu (A)} характеризует, насколько велика будет погрешность решения при произвольных ненулевых {\displaystyle b} и {\displaystyle \Delta b}.
{\displaystyle {\begin{aligned}\mu (A)=\max _{\Delta b,b\neq 0}\left\{\left({\frac {\left\|A^{-1}\Delta b\right\|}{\|\Delta b\|}}\right)\cdot \left({\frac {\|b\|}{\left\|A^{-1}b\right\|}}\right)\right\}&=\max _{\Delta b\neq 0}\left\{{\frac {\left\|A^{-1}\Delta b\right\|}{\|\Delta b\|}}\right\}\cdot \max _{b\neq 0}\left\{{\frac {\|b\|}{\left\|A^{-1}b\right\|}}\right\}\\&=\max _{\Delta b\neq 0}\left\{{\frac {\left\|A^{-1}\Delta b\right\|}{\|\Delta b\|}}\right\}\cdot \max _{x\neq 0}\left\{{\frac {\|Ax\|}{\|x\|}}\right\}\\&=\left\|A^{-1}\right\|\cdot \|A\|\end{aligned}}}
Такое же определение дается для любой операторной нормы (то есть определение зависит от выбора нормы):
{\displaystyle \mu (A)=||A||\cdot ||A^{-1}||}.
Если оператор {\displaystyle A^{-1}} не ограничен, то числом обусловленности оператора {\displaystyle A} обычно считают {\displaystyle \mu (A)=+\infty }.
С числом обусловленности связано множество утверждений и оценок теории вычислительной математики.
Если число обусловленности оператора {\displaystyle A} мало́, то оператор называется хорошо обусловленным. Если же число обусловленности велико, то оператор называется плохо обусловленным.
Таким образом, чем меньше {\displaystyle \mu (A)}, тем «лучше», то есть тем меньше погрешности решения будут относительно погрешностей в условии. Учитывая, что {\displaystyle \mu (A)\geqslant 1}, то наилучшим числом обусловленности является 1.

### Пример
Дана система двух линейных уравнений:
{\displaystyle \left\{{\begin{matrix}u+10v=11\\100u+1001v=1101\end{matrix}}\right.}
Решением является пара чисел {\displaystyle (1;1).}
«Возмутим» правую часть первого уравнения на 0,01 (вместо 11 напишем 11,01) и получим новую, «возмущённую» систему, решением которой является пара чисел {\displaystyle (11,\!01;0)}, сильно отличающаяся от решения невозмущённой системы. Здесь изменение значения одного параметра меньше чем на {\displaystyle 0,\!1\%}
привело к относительно сильному возмущению решения.

## Некоторые теоремы, связанные с числом обусловленности

### Оценка относительной погрешности при замене уравнения близким
Рассмотрим два линейных уравнения:
{\displaystyle Au=f\qquad \qquad \qquad \qquad \ (1)} — «основное» уравнение.
{\displaystyle (A+\Delta A)u=f+\Delta f\qquad (2)} — «близкое» к нему.
Пусть {\displaystyle A} — линейный ограниченный обратимый оператор, действующий из полного пространства {\displaystyle U}.
Пусть операторы {\displaystyle A^{-1},\Delta A} также ограничены, и {\displaystyle ||A^{-1}||\cdot ||\Delta A||<1}.
Пусть {\displaystyle u^{*}} — решение уравнения (1), {\displaystyle u^{*}+\Delta u} — решение уравнения (2).
Тогда {\displaystyle {\frac {||\Delta u||}{||u^{*}||}}\leqslant {\frac {\mu (A)}{1-\mu (A){\frac {||\Delta A||}{||A||}}}}\left({\frac {||\Delta A||}{||A||}}+{\frac {||\Delta f||}{||f||}}\right)}